# Interface Focus
Interface Focus is een internationaal, aan collegiale toetsing onderworpen wetenschappelijk tijdschrift op het gebied van de biofysica.
Het wordt uitgegeven door de Royal Society en verschijnt tweemaandelijks.
Het eerste nummer verscheen in 2011.